# Farsta (Stockholms tunnelbana)
Farsta ist eine oberirdische Station der Stockholmer U-Bahn. Sie befindet sich im gleichnamigen Stadtteil Farsta. Die Station wird von der Gröna linjen des Stockholmer U-Bahn-Systems bedient. Die  Station gehört zu den eher mäßig frequentierten Stationen des U-Bahn-Netzes. An einem normalen Werktag steigen hier 10.400 Pendler zu.
Die Station wurde am 19. November 1958 in Betrieb genommen, als der Abschnitt der Tunnelbana zwischen Hökarängen und Farsta eingeweiht wurde. Bis zum 29. August 1971 war sie auch Endstation der Linie T18. Danach fuhren die Züge über den neuerbauten Abschnitt bis zu ihrer heutigen Endstation Farsta strand. Die Station liegt zwischen den Stationen Farsta strand und Hökarängen. Bis zum Stockholmer Hauptbahnhof sind es etwa 9,5 km.

## Reisezeit
| Linie | bis Station   | Reisezeit | bis Station                    | Reisezeit            |
| T18   | Alvik         | 36 min    | Slussen Gamla stan T-Centralen | 18 min 19 min 23 min |
| T18   | Farsta strand | 3 min     | Slussen Gamla stan T-Centralen | 18 min 19 min 23 min |